# Wimmeria
Wimmeria es un género de plantas con flores con 24 especies pertenecientes a la familia Celastraceae. Se encuentra  desde México hasta Panamá.

## Descripción
Árboles o arbustos, glabros o pubescentes; plantas hermafroditas. Hojas alternas, serradas, crenuladas o casi enteras, a menudo coriáceas; pecíolos cortos, con o sin estípulas. Inflorescencia una cima axilar, flores verdosas, amarillentas o blancas; cáliz 5-lobado; pétalos 5, insertados en la base del disco, el margen traslapado prolongado lateralmente en el ápice, a menudo eroso o fimbriado; estambres 5, filamentos filiformes, las anteras anchamente oblongas; disco grueso, carnoso, obtusamente pentagonal; ovario triangular-piramidal, con 3 alas confluentes en la base con el disco, 3-locular, óvulos 6–8 en cada lóculo, en 2 series, estilo corto y grueso, estigma 3-lobado. Fruto una sámara, anchamente oblongo-cuadrada, cordada en la base, con 3 alas anchas, membranosas, coloreadas o blanquecinas, indehiscente, 1-locular por aborto; semillas 1 o 2, angostamente lineares, cilíndricas, sin arilo.

## Taxonomía
El género  fue descrito por Schltdl. & Cham. y publicado en Linnaea 6: 427. 1831.
Etimología
Su nombre genérico está nombrado en honor del botánico Christian Friedrich Heinrich Wimmer (1803-1868).

## Especies seleccionadas
| - W. acapulcensis Lundell - W. acuminata L. O. Williams - W. bartlettii Lundell - W. caudata Lundell - W. chiapensis Lundell - W. concolor Cham. & Schltdl. - W. crenata Liebm. ex Lundell - W. cyclocarpa Radlk. ex Donn. Sm. - W. discolor Cham. & Schltdl. - W. guatemalensis Rose - W. integerrima Turcz. | - W. lambii (Standl. & L. O. Williams) Lundell - W. lanceolata Rose - W. mexicana (Moc. & Sessé ex DC.) Lundell - W. microphylla Radlk. - W. montana Lundell - W. obtusifolia Standl. - W. pallida Radlk. - W. persicifolia Radlk. - W. pubescens Radlk. - W. serrulata Radlk. - W. sternii Lundell |